# José Manuel Núñez Ponte
José Manuel Núñez Ponte (Caracas, 5 de mayo de 1870 - Caracas, 16 de junio de 1965), fue un educador y académico venezolano. Estudió en el Colegio Sucre de Caracas y cursó derecho, primero en la Universidad Central de Venezuela y luego en la Universidad de Carabobo, donde los culminó y recibió los doctorados de Ciencias Eclesiásticas (1896) y Ciencias Políticas (1897). Ejerció la carrera de abogado en Valencia que se mudó a Caracas, donde entró de lleno al ejercicio de la docencia.

## Carrera
Fue profesor en varios colegios caraqueños, el San Vicente de Paúl, Católico Alemán y el propio colegio Sucre del cual fue director entre 1900 a 1952. 
Los temas predilectos de su pluma fueron la historia, la religión, el lenguaje y la literatura. Destaca como ejemplo las figuras de los personajes más importantes de la historia del país y suscita interés por los grandes objetivos nacionales. Exalta entre otras, las figuras de Rafael María Baralt, Cecilio Acosta, José Antonio Páez y Antonio José de Sucre.
En 1930, fue el primero en organizar en Venezuela una Semana de Bello. Su preocupación por la formación humana se afincó en una acentuada convicción religiosa; de allí que para fortalecer la aceptación de los valores espirituales muchos de sus ensayos se dirigen a destacar la acción de santos y creyentes.
Fue autor de las biografías del doctor José Gregorio Hernández (1924); el arzobispo Juan Bautista Castro y de otras notables figuras cristianas, además de director del diario La Religión (1920-1925). 
Dirigió la revista Cultura Venezolana de 1935 a 1943.
Una de sus obras más importantes es el Ensayo sobre la abolición de la esclavitud, laureado en un certamen promovido por el Rector de la Universidad de Carabobo en 1895. Individuo de número de la Academia Venezolana de la Lengua en 1931 y director vitalicio de dicha academia de 1941 hasta 1964. Fue elegido miembro correspondiente de la Academia Mexicana de la Lengua. Falleció en su ciudad natal, Caracas, el 16 de junio de 1965.
En su honor fue nombrada una escuela, un liceo y una calle en Caracas, así como un liceo en Mérida. En la Plaza Candelaria de Caracas se encuentra un busto del maestro, obra del escultor Santiago Poletto, develado en 1973.   